# Heidi Hautala
Heidi Anneli Hautala (Oulu, 14 novembre 1955) è una politica finlandese.
È stata membro del Parlamento europeo dal 1995 al 2003 e dal 2009 al 2011, dove presiedette la Subcommissione sui Diritti Umani. Fu anche dello Sviluppo Internazionale del Governo Katainen.
Hautala si dimise dalla posizione di ministro nell'ottobre 2013, affermando che non poteva più lavorare per tale compito perché è stata inaccurata e ricordava le cose non correttamente. Precedentemente ha dato informazioni inaccurate sulle sue azioni circa la gestione a livello politico dell'azienda pubblica Arctia Shipping, quando la azienda voleva portare avanti investigazioni poliziesche contro Greenpeace nel 2012
Dall'ottobre 2017 al luglio 2024 è stata Vicepresidente del Parlamento Europeo.

## Carriera
Hautala era la segretaria della Lega Verde dal 1987 al 1991 e candidata alle presidenziali del 2000 e del 2006, posizionandosi quarta su otto, ottenendo 105 248 voti (3,5%). È stata parlamentare dal 1991 al 1995. Dopo l'adesione della Finlandia all'Unione europea nel 1995, venne eletta al Parlamento europeo. Ritornò al Parlamento nazionale a seguito delle elezioni nel 2003 per essere tornare al Parlamento europeo a seguito delle elezioni europee del 2009. Hautala è una firmataria della Dichiarazione dei crimini del comunismo del 2010 e fu un membro del Gruppo di Riconciliazione delle Storie europee come europarlamentare. È presidente della Green European Foundation
Hautala è membro del CdA di Neste Oil, una azienda finlandese di trattamento degli olii e produzione di carburante e altri prodotti tratti dalla raffinazione del petrolio.
È rieletta al Parlamento europeo in occasione delle elezioni europee del 2014. Da allora è membro della commissione per lo sviluppo, della commissione giuridica e della commissione per il commercio internazionale, nonché membro supplente della commissione per i bilanci. È stata anche vicepresidente dell'Alleanza libera verde-europea, sotto la guida di Rebecca Harms e Philippe Lamberts dal 1º luglio 2014 al 14 novembre 2017. È stata anche co-presidente dell'Assemblea parlamentare Euronest, e il presidente della delegazione del Parlamento europeo all'Euronest dal 4 settembre 2014 al 1º febbraio 2017.
Oltre al suo incarico in commissione, Hautala è stata co-presidente del gruppo di lavoro sulla salute riproduttiva, l'HIV / AIDS e lo sviluppo del Parlamento europeo. Era inoltre membro dell'Intergruppo del Parlamento europeo sul Sahara occidentale e sul benessere e la conservazione degli animali.
Nel 2016, Hautala è stata nominata da Erik Solheim, presidente del comitato per l'assistenza allo sviluppo, nel gruppo di alto livello sul futuro del comitato per l'assistenza allo sviluppo sotto la guida di Mary Robinson. In materia di sviluppo, Hautala ha proposto che la salute e i diritti sessuali e riproduttivi e un piano d'azione di genere siano elementi centrali della politica di sviluppo alla luce degli obiettivi di sviluppo sostenibile. Si è opposta all'utilizzo dei meccanismi della politica di sviluppo come base per l'intervento militare sotto l'egida dell'UE, denunciando una base giuridica debole per il movimento.
Per quanto riguarda il commercio, Hautala ha proposto di frenare il commercio mondiale di legname illegale per prevenire la deforestazione, ha chiesto alla Commissione europea di introdurre una legislazione per stabilire requisiti di due diligence sui diritti umani per le società multinazionali dell'UE per rispettare i diritti umani e prevenire incidenti come Rana Plaza e ha presentato un piano d'azione-ombra dell'UE sulla condotta aziendale responsabile, per aumentare l'affidabilità e la responsabilità delle imprese, evitare che la globalizzazione produca una corsa al ribasso e fermare le catene di approvvigionamento che generano profitti dalle violazioni dei diritti umani, come circa 150 miliardi di dollari.

### Vicepresidente del Parlamento europeo
Nell'ottobre 2017, Hautala è stata nominata Vicepresidente del Parlamento europeo fino all'estate 2019, diventando il terzo finlandese a ricoprire questa carica. In tale veste, era anche membro del Democracy Support and Election Coordination Group (DEG), che sovrintende alle missioni di osservazione elettorale del Parlamento.
Hautala è stata rieletta al Parlamento europeo nel 2019 e rieletta alla vicepresidenza del Parlamento. Ricopre questo mandato come membro della commissione per il commercio internazionale (INTA) e della sottocommissione per i diritti umani (DROI). Serve anche come membro sostituto della commissione giuridica (JURI). Inoltre, partecipa come membro alla delegazione per le relazioni con i paesi del sud-est asiatico e l'Associazione delle nazioni del sud-est asiatico ASEAN (Brunei, Cambogia, Indonesia, Laos, Malesia, Myanmar, Filippine, Singapore, Thailandia e Vietnam), come membro sostituto nella delegazione al comitato di cooperazione parlamentare UE-Russia e come membro sostituto nella delegazione al comitato di partenariato parlamentare UE-Armenia, il comitato di cooperazione parlamentare UE-Azerbaigian e il comitato di associazione parlamentare UE-Georgia.
I temi principali del suo lavoro sono i diritti umani, l'apertura, la giustizia globale e una legislazione responsabile dal punto di vista ambientale. È anche la fondatrice del gruppo di lavoro del Parlamento europeo per la condotta aziendale responsabile, che coinvolge una serie di parti interessate e deputati al Parlamento europeo di diversi gruppi politici.

## Critiche
Nel 2013 emerse che Hautala assunse illegalmente delle persone in nero per pulire e trattenne illegalmente dei contributi pensionistici. Accettò di pagare i contributi e si scusò per le sue azioni ma rifiutò di dimettersi dalla posizione di ministro che allora occupava. Si dimise invece dal gruppo di lavoro del ministero a causa del lavoro nero.

## Vita privata
Hautala ha un figlio dalla sua relazione con l'artista finlandese JO Mallander. Hautala ha anche avuto una relazione con un ricercatore tedesco, Carlo Jordan, ed era considerata vicina al regista russo Andrei Nekrasov, critico di Vladimir Putin.
Hautala ha presentato Nekrasov a Bill Browder, i cui estratti di interviste sono stati usati nel film di Nekrasov The Magnitsky Act - Behind the Scenes.